# Bogdan Bogdanović
Bogdan Bogdanović (cirílico sérvio: Богдан Богдановић; 18 de agosto de 1992) é um sérvio jogador profissional de basquete que atualmente joga no Atlanta Hawks da National Basketball Association (NBA). Ele também representa a Seleção Sérvia.
Ele foi selecionado pelo Phoenix Suns como a 27ª escolha geral no draft da NBA de 2014, sendo negociado com o Sacramento Kings durante o draft da NBA De 2016. Bogdanović foi selecionado para a Primeira-Equipe da EuroLeague e para a Equipe do Torneio do EuroBasket em 2017.

## Primeiros anos
Bogdanović começou a jogar basquete organizado no ŠKK Zvezdara, um clube de Belgrado. Em abril de 2008, mudou-se para o KK Žitko Basket (então conhecido como Alimenti Basket), também de Belgrado. Jogando no Žitko Basket sob o comando do técnico Dragan Jakovljević, Bogdanović fez parte da equipe que em abril de 2010 conquistou o terceiro lugar na Liga Júnior da Sérvia de 2009-10.
Algumas semanas depois, em maio de 2010, juntamente com outro jogador do Žitko, Luka Pajković, Bogdanović foi contratado pela equipe júnior do KK FMP Belgrade, juntando-se a Nenad Miljenović, Stefan Popovski-Turanjanin, Nemanja Bezbradica, Nikola Janković e Nikola Silađi para o Nike International Junior Tournament (NIJT) em Paris, onde os juniores do FMP estavam defendendo o bi-campeonato. No jogo final, o FMP enfrentou o INSEP e perdeu por 83-73 com Bogdanović tendo uma partida para esquecer devido a uma lesão no meio do jogo que o forçou a deixar a partida.

## Carreira profissional

### Partizan Belgrado (2010–2014)
Em setembro de 2010, Bogdanović, de 18 anos, assinou o seu primeiro contrato profissional com o Partizan. Inicialmente, nas duas primeiras temporadas sob o comando do treinador Vlada Jovanović, Bogdanović não jogou muito.
Com o regresso de Duško Vujošević ao comando do Partizan, Bogdanović, de 20 anos, começou a ver aumentos de minutos. Após a saída de Danilo Anđušić em dezembro de 2012, Bogdanović viu seu papel na equipa crescer ainda mais. A temporada de 2012–13 viu sua estreia na EuroLeague com a equipe com médias de 5,0 pontos e 1,8 rebotes em 6 jogos.
Depois de ser convidado para jogar na Seleção Sérvia no verão de 2013, ele ganhou mais confiança do técnico Vujošević, o que se refletiu em seu aumento do tempo de jogo na temporada de 2013-14 e em um papel maior na equipe.
Em uma vitória sobre o CSKA Moscou na EuroLeague, Bogdanović marcou 27 pontos. Pouco depois do jogo, ele foi definido com um dos jovens jogadores europeus mais promissores pelo treinador da seleção sérvia, Aleksandar Đorđević.
Em fevereiro, em um jogo da Liga Adriática contra o Cibona, Bogdanović registrou 32 pontos, 4 rebotes e 5 assistências. Em 23 jogos na EuroLeague, ele teve médias de 14,8 pontos, 3,7 rebotes e 3,7 assistências. Em abril de 2014, junto com seu companheiro de equipe, Joffrey Lauvergne, ele foi selecionado para a Equipe Ideal da Liga Adriática.
Em maio de 2014, ele foi eleito pelos treinadores como a Estrela em Ascensão da EuroLeague.
O Partizan terminou a temporada ganhando seu 13º título consecutivo da Liga Sérvia, depois de mais uma vez derrotar seu arquirrival, Estrela Vermelha, por 3–1 na final. Bogdanović explodiu na série final com médias de 30,8 pontos, 4,8 rebotes e 4,2 assistências. Por tal desempenho, ele foi nomeado o MVP das finais.

### Fenerbahçe (2014–2017)
Em 11 de julho de 2014, Bogdanović assinou oficialmente um contrato de quatro anos com o Fenerbahçe da Turquia. O Partizan também recebeu uma compra de € 1,3 milhões do Fenerbahçe, já que o jogador ainda estava sob contrato com o clube de Belgrado.

#### Temporada de 2014-15
Apesar de Bogdanović ser um estreante na equipa, o treinador principal Željko Obradović concedeu-lhe a titularidade. Em 15 de novembro, em uma vitória por 93-86 sobre o Bayern Munich, ele registrou 18 pontos e 7 assistências. Em 10 jogos da primeira fase da EuroLeague, ele teve médias de 10,4 pontos e 3,4 assistências. Em 20 de março, Bogdanović registrou 25 pontos e 4 assistências na vitória por 98-77 sobre o Olimpia Milano. Por tal desempenho, ele foi nomeado o MVP da rodada da EuroLeague. Depois de boas exibições no Top 16, ele teve dificuldades nos arremessos nas quartas de final contra o Maccabi Tel Aviv, acertando apenas 25% dos arremessos. O Fenerbahçe venceu a série e avançou para a Final Four pela primeira vez na história do clube.
No dia 7 de maio, ele foi eleito a Estrela em Ascensão da EuroLeague pela segunda temporada consecutiva, tornando-se apenas o segundo jogador, depois de Nikola Mirotić, a ganhar o prêmio duas vezes. Em 15 de maio de 2015, sua equipe perdeu na semifinal para o Real Madrid por 87-96. Eventualmente, o Fenerbahçe terminou em 4º lugar na EuroLeague, depois de perder no jogo do terceiro lugar para o CSKA Moscou por 80-86.
Ao longo da temporada, em 29 jogos da EuroLeague, Bogdanović teve médias de 10,6 pontos, 2,9 rebotes e 2,8 assistências. Em 36 jogos da Liga Turca, ele teve médias de 11,5 pontos, 3,1 rebotes e 2,4 assistências.

#### Temporada de 2015–16
Ao longo de sua segunda temporada com a equipe, Bogdanović continuou com suas boas atuações, tornando-se um dos líderes da equipe. O Fenerbahçe venceu a Taça da Turquia após uma vitória por 67–65 sobre o Darüşşafaka e Bogdanović foi nomeado o MVP. O Fenerbahçe também chegou a final da EuroLeague de 2016 mas perdeu para o CSKA Moscou por 96-101. Em 28 jogos da EuroLeague, ele teve médias de 11,7 pontos, 3,3 rebotes e 3 assistências. No final da temporada, o Fenerbahçe também conquistou o título da liga turca.

#### Temporada de 2016–17
Em 26 de outubro de 2016, em um jogo da EuroLeague contra o Žalgiris, Bogdanović torceu o tornozelo direito. Em 6 de janeiro de 2017, ele voltou à quadra, em um jogo contra o Olimpia Milano.
Bogdanović provou ser um grande contribuidor para o Fenerbaçhe nos playoffs da EuroLeague, sendo o artilheiro da equipe nos dois primeiros jogos contra o Panathinaikos e garantindo outra participação da equipe no Final Four. Como resultado de suas contribuições, ele foi apenas nomeado o Jogador da Rodada da EuroLeague durante os dois primeiros jogos dos playoffs e o Jogador do Mês da EuroLeague. Ele ajudou o Fenerbaçhe a chegar a final de novo após uma vitória por 84-75 sobre o Real Madrid. Dois dias depois, Bogdanović ajudaria o clube a vencer seu primeiro título da EuroLeague, vencendo o Olympiacos por 80-64. Posteriormente, Bogdanović levaria o Fenerbahçe ao bi-campeonato da liga turca, ao vencer o Beşiktaş, vencendo o Prêmio de MVP das Finais no processo.

### Sacramento Kings (2017–2020)
Em 26 de junho de 2014, enquanto jogava pelo Partizan Belgrado, Bogdanović foi selecionado pelo Phoenix Suns como a 27ª escolha geral no Draft da NBA de 2014. Em 23 de junho de 2016, na noite do draft de 2016, os Suns negociou seus direitos com o Sacramento Kings, junto com Georgios Papagiannis, Skal Labissière e uma futura escolha de segunda rodada, em troca de Marquese Chriss.
Em 13 de julho de 2017, Bogdanović assinou um contrato de 3 anos e US$27 milhões com o Sacramento Kings. Ele fez sua estreia na NBA em 23 de outubro de 2017, contra o time que o selecionou no draft, o Phoenix Suns. Bogdanović registrou 12 pontos, 3 rebotes e 2 assistências em 25 minutos em uma derrota por 117-115.
Bogdanović foi selecionado como membro do Team World no Desafio de Estrelas em Ascensão de 2018 no All-Star Weekend. Ele levou o Team World a uma vitória de 155–124 sobre o Team EUA contribuindo com 26 pontos, 6 assistências e 4 rebotes. Ele foi nomeado o MVP do jogo.
O Sacramento Kings terminou a temporada com um recorde de 27-55, não conseguindo se classificar para os playoffs da NBA pela décima segunda temporada consecutiva. Em sua primeira temporada na NBA, Bogdanović jogou em 78 jogos e teve médias de 11,8 pontos, 3,3 assistências e 2,9 rebotes.
Após o final da temporada, ele foi submetido a um procedimento de ressonância magnética que revelou uma leve ruptura do menisco medial do joelho esquerdo. Em 24 de abril de 2018, ele foi submetido a uma cirurgia para recuperar totalmente o joelho. Em 22 de maio de 2018, ele foi nomeado para a Segunda-Equipe de Novatos da NBA.
Bogdanović foi selecionado como membro do Team World para o Desafio de Estrelas em Ascensão de 2019 no All-Star Weekend. Depois de ter perdidos os primeiros dez jogos devido a recuperação, ele desempenhou o papel de sexto homem e líder da segunda unidade. Em 70 jogos, ele teve médias de 14,1 pontos, 3,8 assistências e 3,5 rebotes.
Em sua terceira temporada pelos Kings, Bogdanović jogou em 61 jogos e teve médias de 15,1 pontos, 3,4 assistências e 3,4 rebotes. A temporada de 2019-20 foi suspensa em março como resultado da pandemia de COVID-19 e os Kings foram convidado para a Bolha da NBA. Eventualmente, eles não conseguiram se classificar para os playoffs e terminaram a temporada com um recorde de 31-41.

### Atlanta Hawks (2020–presente)
Em novembro de 2020, os Kings tentaram trocar Bogdanović para o Milwaukee Bucks. A troca se desfez quando foi anunciado que a NBA estava investigando os Bucks por ter contato com Bogdanović e/ou seu agente antes de ser permitido pelas regras. Os Bucks supostamente se sentiram enganados pela situação, decidiram não prosseguir com a troca e foram destituídos de sua escolha de segunda rodada do draft da NBA de 2022 na conclusão da investigação. De acordo com Bogdanović, ele não estava ciente da troca e se sentiu traído pelos Kings.
Em 24 de novembro de 2020, Bogdanović assinou um contrato de quatro anos e US$ 72 milhões com o Atlanta Hawks. Bogdanović jogaria apenas em 44 jogos durante a temporada regular de 2020-21 devido a lesões, mas estabeleceu novos recordes pessoais com média de 16.4 pontos e um aproveitamento de 90.9% nos lances livres. Curiosamente, os Hawks enfrentaram os Bucks nas Finais da Conferência Leste de 2021, que os Bucks venceram em seis jogos antes de conquistar o título da NBA.
Após o término da temporada de 2021-22, Bogdanović passou por uma cirurgia no joelho direito e foi descartado por pelo menos três meses. Em 16 de março de 2023, ele assinou uma extensão de contrato de quatro anos e US$68 milhões com os Hawks.
Em 11 de dezembro de 2023, Bogdanović marcou um recorde pessoal de 40 pontos, convertendo 10 arremessos de três pontos, em uma derrota por 129–122 para o Denver Nuggets. Ele também se tornou o primeiro jogador na história dos Hawks a marcar pelo menos 40 pontos e converter 10 arremessos de três pontos em um jogo.

## Seleção nacional

### Seleção de base
No verão de 2010, Bogdanović foi chamado para representar a Sérvia no EuroBasket Sub-18. A equipe terminou em quarto lugar no torneio.
No ano seguinte, Bogdanović foi selecionado para jogar no Copa do Mundo Sub-19 de 2011 na Letônia. Jogando ao lado de Aleksandar Cvetković, Đorđe Drenovac, Luka Mitrović, Nemanja Dangubić e Nemanja Bešović, eles terminaram como vice-campeões contra a Lituânia comandada por Jonas Valančiūnas. Bogdanović teve médias de 8,9 pontos e 5 rebotes no torneio.

### Seleção principal

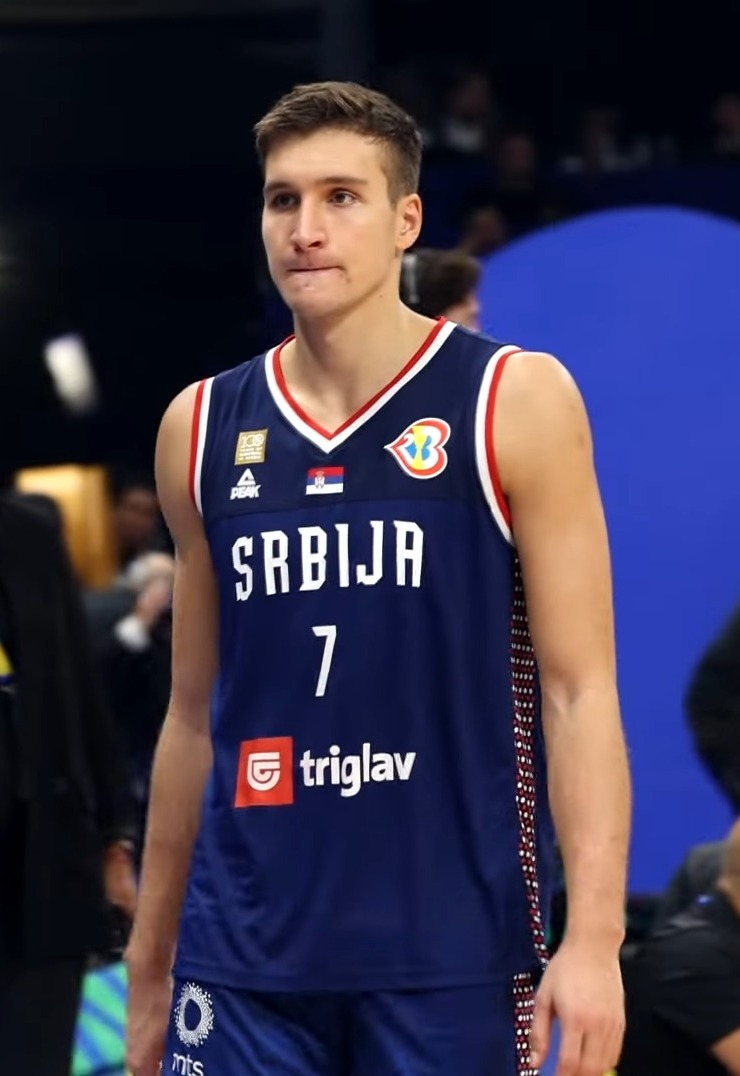
Bogdanović representando a Seleção Sérvia na Copa do Mundo de 2023.

No EuroBasket de 2013 na Eslovênia, Bogdanović representou a Seleção Sérvia e teve médias de 9,4 pontos, 4,3 rebotes e 2 assistências.
Bogdanović foi membro da Seleção Sérvia que conquistou a medalha de prata na Copa do Mundo de 2014. Ele jogou muito bem na fase de mata-mata contra Grécia, Brasil e França e terminou o torneio com médias de 12 pontos, 2,4 rebotes e 2,8 assistências.
Nos últimos amistosos antes do EuroBasket de 2015, o técnico da Seleção Sérvia, Aleksandar Đorđević, colocou Bogdanović no banco devido aos persistentes problemas nas costas do jogador. Apesar disso, ele foi chamado para o torneio. Ao longo da primeira fase do torneio, jogando com injeções, ele teve minutos limitados e sua produção diminuiu ligeiramente em relação ao verão anterior. Apesar disso, a Sérvia dominou o grupo mais difícil do torneio, o Grupo B, com um recorde de 5-0, e depois eliminou a Finlândia e a República Tcheca nas oitavas de final e nas quartas de final, respectivamente. No entanto, eles perderam na semifinal para a Lituânia por 67–64 e perderam para a França, no jogo pela medalha de bronze, por 81–68. Em 9 jogos do torneio, Bogdanović teve médias de 8,9 pontos, 3,2 rebotes e 3,2 assistências.
Bogdanović representou a Sérvia nos Jogos Olímpicos de 2016, onde ganhou a medalha de prata, depois de perder para os Estados Unidos na final por 96–66.
Bogdanović representou a Sérvia no EuroBasket de 2017, onde conquistou a medalha de prata, depois de perder na final para a Eslovênia. Com a ausência do capitão e líder da equipe, Miloš Teodosić, devido a uma lesão, Bogdanović assumiu a liderança da equipa. Em 9 jogos, ele teve médias de 20,4 pontos, 3,4 rebotes e 5,0 assistências.
Na Copa do Mundo de 2019, a seleção da Sérvia foi considerada a favorita para ganhar o troféu, mas acabou sendo derrotada nas quartas de final pela Argentina. Com vitórias sobre Estados Unidos e República Tcheca, a seleção terminou na quinta colocação. Bogdanović foi mais uma vez o melhor jogador da equipe com médias de 22,9 pontos, 4,1 rebotes e 4,4 assistências em 8 jogos. Por suas performances, ele foi selecionado para a Equipe Ideal do Torneio. Com 183 pontos conquistados, ele foi o artilheiro do torneio por total de pontos conquistados.
Bogdanović ficou de fora do EuroBasket de 2022 devido a uma cirurgia no joelho direito.
Bogdanović conquistou a medalha de prata na Copa do Mundo de 2023 com a Seleção Sérvia. Ele teve médias de 19,1 pontos, 4,6 rebotes, 3,3 assistências e 2,1 roubos de bola e foi nomeado pela segunda vez consecutiva para a Equipe do Torneio da Copa do Mundo. Nos Jogos Olímpicos de Verão de 2024, em Paris, conquistou a medalha de bronze no torneio masculino do basquetebol, após vencer confronto contra a equipe alemã por 93–83 na disputa pelo terceiro lugar.

## Estatísticas da carreira

### NBA

#### Temporada regular
| Ano      | Equipe     | PJ  | PT  | MPJ  | AP   | 3P   | LL   | RT  | AS  | BR  | TO | PPJ  |
| -------- | ---------- | --- | --- | ---- | ---- | ---- | ---- | --- | --- | --- | -- | ---- |
| 2017–18  | Sacramento | 78  | 52  | 27.9 | .446 | .392 | .840 | 2.9 | 3.3 | .9  | .2 | 11.8 |
| 2018–19  | Sacramento | 70  | 17  | 27.8 | .418 | .360 | .827 | 3.5 | 3.8 | 1.0 | .2 | 14.1 |
| 2019–20  | Sacramento | 61  | 28  | 29.0 | .440 | .372 | .741 | 3.4 | 3.4 | 1.0 | .2 | 15.1 |
| 2020–21  | Atlanta    | 44  | 27  | 29.7 | .473 | .438 | .909 | 3.6 | 3.3 | 1.1 | .3 | 16.4 |
| 2021–22  | Atlanta    | 63  | 27  | 29.3 | .431 | .368 | .843 | 4.0 | 3.1 | 1.1 | .2 | 15.1 |
| 2022–23  | Atlanta    | 54  | 9   | 27.9 | .447 | .406 | .813 | 3.1 | 2.8 | .8  | .3 | 14.0 |
| 2023–24  | Atlanta    | 79  | 33  | 30.4 | .428 | .374 | .921 | 3.4 | 3.1 | 1.2 | .3 | 16.9 |
| Carreira | Carreira   | 449 | 193 | 28.8 | .440 | .387 | .842 | 3.4 | 3.2 | 1.0 | .2 | 14.7 |

#### Play-in
| Ano      | Equipe   | PJ | PT | MPJ  | AP   | 3P   | LL    | RT  | AS  | BR  | TO  | PPJ  |
| -------- | -------- | -- | -- | ---- | ---- | ---- | ----- | --- | --- | --- | --- | ---- |
| 2022     | Atlanta  | 2  | 0  | 27.0 | .588 | .500 | 1.000 | 3.5 | 1.5 | 2.0 | .0  | 16.0 |
| 2023     | Atlanta  | 1  | 0  | 26.1 | .455 | .250 | 1.000 | 2.0 | 2.0 | 2.0 | .0  | 14.0 |
| 2024     | Atlanta  | 1  | 1  | 36.6 | .444 | .300 | 1.000 | 5.0 | 4.0 | 2.0 | 2.0 | 21.0 |
| Carreira | Carreira | 4  | 1  | 29.9 | .495 | .350 | 1.000 | 3.5 | 2.5 | 2.0 | .6  | 17.0 |

#### Playoffs
| Ano      | Equipe   | PJ | PT | MPJ  | AP   | 3P   | LL   | RT  | AS  | BR  | TO | PPJ  |
| -------- | -------- | -- | -- | ---- | ---- | ---- | ---- | --- | --- | --- | -- | ---- |
| 2021     | Atlanta  | 18 | 18 | 33.2 | .390 | .329 | .706 | 4.2 | 2.9 | 1.6 | .3 | 14.1 |
| 2022     | Atlanta  | 4  | 0  | 26.7 | .408 | .346 | .800 | 4.8 | 3.0 | .3  | .3 | 14.3 |
| 2023     | Atlanta  | 6  | 1  | 26.1 | .556 | .455 | .714 | 3.0 | 2.5 | 1.0 | .8 | 13.3 |
| Carreira | Carreira | 28 | 19 | 28.6 | .451 | .376 | .739 | 4.0 | 2.8 | .9  | .4 | 13.9 |

### Euroliga
| Ano      | Equipe     | PJ  | PT | MPJ  | AP   | 3P   | LL   | RT  | AS  | BR  | TO  | PPJ  |
| -------- | ---------- | --- | -- | ---- | ---- | ---- | ---- | --- | --- | --- | --- | ---- |
| 2012–13  | Partizan   | 6   | 3  | 17.6 | .333 | .200 | .800 | 1.8 | 1.0 | .7  | .0  | 5.0  |
| 2013–14  | Partizan   | 23  | 18 | 31.4 | .401 | .370 | .754 | 3.7 | 3.7 | 1.6 | .2  | 14.8 |
| 2014–15  | Fenerbahçe | 29  | 27 | 28.3 | .395 | .358 | .797 | 2.9 | 2.8 | .7  | .3  | 10.6 |
| 2015–16  | Fenerbahçe | 28  | 24 | 27.6 | .411 | .370 | .797 | 3.3 | 3.0 | 1.0 | .4  | 11.7 |
| 2016–17  | Fenerbahçe | 22  | 17 | 27.9 | .500 | .430 | .855 | 3.8 | 3.6 | 1.1 | .3  | 14.6 |
| Carreira | Carreira   | 108 | 89 | 26.5 | .408 | .345 | .800 | 3.1 | 2.8 | 1.0 | 0.2 | 11.3 |

Fonte:

## Vida pessoal
Os pais de Bogdanović, Dragan e Koviljka, eram sérvios montenegrinos de Plužine na atual Montenegro. Bogdan é parente do falecido arquiteto sérvio Bogdan Bogdanović, compartilhando o mesmo nome. No entanto, ele não é parente do outro jogador de basquete da NBA, Bojan Bogdanović, que é croata.

Além do basquete, ele também é fã da série de videogames, World of Warcraft. Em 10 de abril de 2016, os fãs do Fenerbahçe nomearam uma estrela em homenagem a Bogdan Bogdanović.